# Малый Орешкин
Малый Орешкин — хутор, входит в состав Сидорской сельской территории городского округа «город Михайловка» Волгоградской области России. Население 100 человек (2010).

## География
Расположен в северо-западной части области, в лесостепи, в пределах Приволжской возвышенности, являющейся частью Восточно-Европейской равнины.
Уличная сеть
состоит из восьми географических объектов:
- Переулки: Глухой пер., Лесной пер., Лиманный пер.
- Улицы: ул. Дачная, ул. Кольцевая, ул. Лесная, ул. Тенистая, ул. Энергетиков.

Абсолютная высота 86 метров над уровня моря
.

## Население
| 2010 |
| ---- |
| 100  |

Гендерный состав
По данным Всероссийской переписи населения 2010 года в гендерной структуре населения из 105 человек мужчин — 59, женщин — 46 (56,2 и 43,8 % соответственно).
Национальный состав
Согласно результатам переписи 2002 года, в национальной структуре населения
русские составляли 93 % из общей численности населения в 110 человек

## Инфраструктура
Личное подсобное хозяйство.

## Транспорт
Подъездная дорога к автодороге «Жирновск — Рудня — Вязовка — Михайловка — Кумылженская — Вешенская (Ростовская
область) (в границах территории Волгоградской области)» (идентификационный номер 18 ОП РЗ 18К-5).
Просёлочные дороги.